# Casa Uñó
La Casa Uñó és una obra de Ripoll protegida com a Bé Cultural d'Interès Local.

## Descripció
Habitatge format per planta baixa i quatre pisos amb la coberta a dues vessants. L'accés a la casa es fa pel carrer del Monestir. La façana principal crida l'atenció per la presència d'elements ornamentals d'estil neoclàssic; columnes, capitells i petxines.